# Rio Quilombo (Vale do Ribeira)
O rio Quilombo é um rio brasileiro do estado de São Paulo, pertence à bacia do Atlântico Sul, trecho sul.